# 메조틴트
메조틴트(Mezzotint)는 요판 인쇄 기법 중 하나이다. 조각한 판면을 약품을 이용해 부식시키는 과정(에칭)을 거치지 않기 때문에 드라이포인트 기법에 속한다.
선이나 점으로 음영을 표현하지 않고 직접 중간 톤을 인쇄할 수 있는 기법으로 1642년 독일 예술가 루트비히 폰 지겐(Ludwig von Siegen)이 고안했다.

## 특징
- 세밀하고 날카로운 에칭과 달리 벨벳처럼 부드러운 농담을 표현할 수 있다.
- 한 판으로 다색 판화를 만들 수 있다.
- 판을 수정할 수 있다.

## 제작 방법
- 동판 위에 금속이나 다이아몬드로 만든 작은 톱니가 달린 로커(rocker)라는 조각도로 음영을 넣을 곳을 문질러 거칠게 한다. 로커가 지나간 곳에 작은 홈이 파이고 이 홈의 깊이와 밀도에 따라 음영이 만들어진다.
- 판면에 잉크를 바르고 천으로 닦아낸다.
- 종이를 대고 프레스로 눌러 찍는다.
- 인쇄된 종이를 보고 수정할 곳을 확인한다.
- 판각할 때 생긴 거친 부분은 스크레퍼(scraper)로 제거하고 밝게 표현할 곳은 바니시를 써서 농담을 만든다. 그림이 거친 부분은 주걱으로 문질러 부드럽게 고친다.

## 메조틴트 판화가
- Ludwig von Siegen
- 마우리츠 코르넬리스 에셔
- 존 마틴
- 토머스 게인즈버러